# John Wrathall
John James Wrathall, GCLM, ID (ur. 28 sierpnia 1913 w  Lancaster, zm. 31 sierpnia 1978) – rodezyjski polityk, prezydent kraju od 1976 do swojej śmierci. Z wykształcenia był księgowym.

## Zarys biografii
Urodził się w Lancaster w Wielkiej Brytanii. Kształcił się w Lancaster Royal Grammar School. Po uzyskaniu w 1935 dyplomu księgowego rozpoczął pracę w tym zawodzie. Rok później wyjechał do Rodezji Południowej. Przez następne dziesięć lat pracował w tamtejszym ministerstwie finansów, udzielając się również w życiu politycznym kraju.
W 1946 zrezygnował z posady państwowej i otworzył prywatne biuro księgowe w Bulawayo. Nie zaprzestał jednak działalności politycznej. W 1949 wybrano go do Rady Miejskiej Bulawayo, a w latach 1954–1962 zasiadał w Izbie Zgromadzeń z ramienia Partii Federalnej. W 1962 opuścił jej szeregi, ponieważ poparła projekt nowej konstytucji, nadającej większe prawa czarnej większości i został współzałożycielem rasistowskiego Frontu Rodezyjskiego. Już jako członek nowego ugrupowania ponownie został wybrany do Izby Zgromadzeń, ponadto objął urzędu ministra edukacji afrykańskiej.
W 1964 opowiedział się za pozbawieniem Winstona Fielda stanowiska premiera, które w rezultacie przejął Ian Smith. W nowym rządzie został ministrem finansów i poczty. Poparł jednostronne ogłoszenie niepodległości Rodezji i 11 listopada 1965 podpisał jej deklarację. 7 sierpnia 1966 objął urząd wicepremiera. W 1973 zrezygnował z teki ministra poczty. Rok później kandydował z powodzeniem w wyborach do Senatu.
14 stycznia 1976 został wybrany prezydentem Rodezji. Urząd pełnił przez dwa i pół roku, aż do swojej śmierci w dniu 31 sierpnia 1978.